# Il disaccordo
Il disaccordo (La Mésentente) è un'opera del filosofo francese Jacques Rancière.
L'autore caratterizza il fondamento del politico commentando il passo della Politica (I, 1253a 9-18) di Aristotele secondo il quale la voce animale esprime le sensazioni del piacere e del dolore mentre la parola dell'uomo ("animale politico"!) esprime l'utile e il dannoso, il giusto e l'ingiusto. Rancière problematizza il rapporto tra i termini sympheron (=utile) e blaberon (=dannoso).